# Catedral de Verona
La catedral de Verona (en italiano: Duomo di Verona, Cattedrale di Santa Maria Matricolare) es una catedral italiana de la ciudad de Verona que se construyó sobre las ruinas de dos iglesias paleocristianas que se derrumbaron en el 1117  debido a un terremoto. La catedral fue completamente reconstruida en estilo románico y consagrada el 13 de septiembre de 1187. Su estructura se ha modificado con el tiempo por varias reconstrucciones sucesivas, lo que sin embargo no se tradujo en cambios en la planta.

## Características arquitectónicas

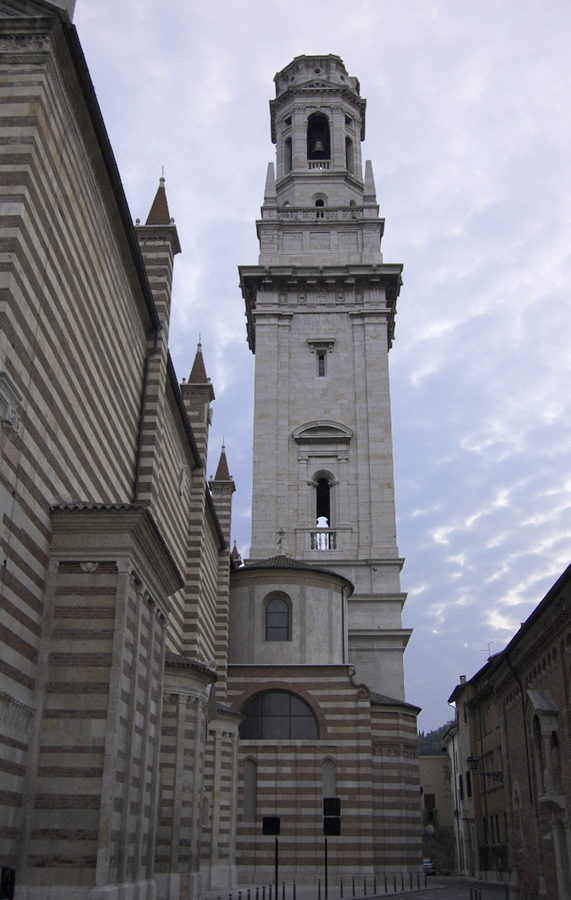
El campanile inconcluso.

### Exterior
La fachada tripartita, tiene un remate a dos aguas y el centro es un pórtico con una parte inferior en mármol blanco y rosa, con columnas que sostienen un arco cuyos lados están tallados con motivos florales, escenas de caza y figuras de santos; la parte superior del pórtico es de toba y tiene un arco coronado por un frontón que se apoya en dos grifos y ocho columnas. El portal está tallado con imágenes de los profetas y de animales. El pórtico del lado en el que se encuentra la campana, obra de Michele Sanmicheli tiene dos filas de columnas con capiteles muy decorados, bajorrelieves y frescos de las ruinas del siglo XIV. La torre de la campana nunca se completó.

### Interior
El aspecto contemporáneo del interior se debe a las modificaciones realizadas a la iglesia románica del siglo XV. Se divide en tres naves de altas pilastras construidas en mármol rosa de Verona, las que sostienen bóvedas góticas.